# Bärsärk
Bärsärk (fornnordiska: berserkr, ”björnskjorta”) var under fornnordisk tid benämningen på en särskild stridskämpe eller elitkrigare vilken enligt legenden bar björnskinn och slogs med styrkan av en björn i strid. Likt en stormande björn ska de ha angripit fienden under vrål och extatiskt raseri, ett uppträdande som gett upphov till begreppet bärsärkagång (fornnordiska: berserksgangr) som bland annat överlevt i engelskan som uttrycket going berserk (”gå bärsärk”).
Bärsärkar ska ha varit del av ett forntida sekteriskt krigarväsen med egen sedvänja och tradition. De sägs ha svurit trohet till Oden och kallas även för Odenskrigare. I likhet med björnar stred de bäst ensamma och utnyttjades därför som personlig kämpe och livvakt till kung, jarl och härförare. Vid strid i grupp eller här sattes de ofta in som stöttrupp för att leda utfall eller som förkämpe framför övriga krigare i främsta ledet.
Den historiska dokumentationen om bärsärkar är ofullständig och full av luckor, och som sådan är konkret information mycket liten. Trots detta visar bevarad dokumentation tydligt att bärsärkar onekligen hade ett samtida rykte om att vara mycket tuffa krigare och begreppet har levt vidare på olika språk in i modern tid.

## Etymologi

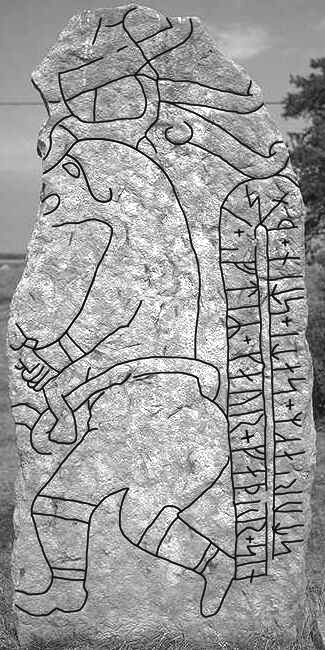
Västergötlands runinskrifter 56 (Vg 56) från runt millennieskiftet 1000, möjligen avbildandes en bärsärk iförd björnhuva.

Begreppet bärsärk (i nysvenskan stavat berserk) härleds från fornnordiska berserkr (plural: berserkir) – bestående av förledet ber, vilket betyder "björn" – och efterledet serkr, vilket betyder "särk" ("skjorta" eller "tröja"), alltså björnsärk eller björnskjorta i helhet. Begreppet betecknar egentligen inte ett plagg, utan en individ klädd i björnpälsplagg på överkroppen (av okänd utformning), och sagorna nämner även uttryckligen bärsärkarna såsom försedda med björn- eller vargskinnspälsar.
Varianten bärsärkare förekommer även i viss mån.

## Ulvhednar

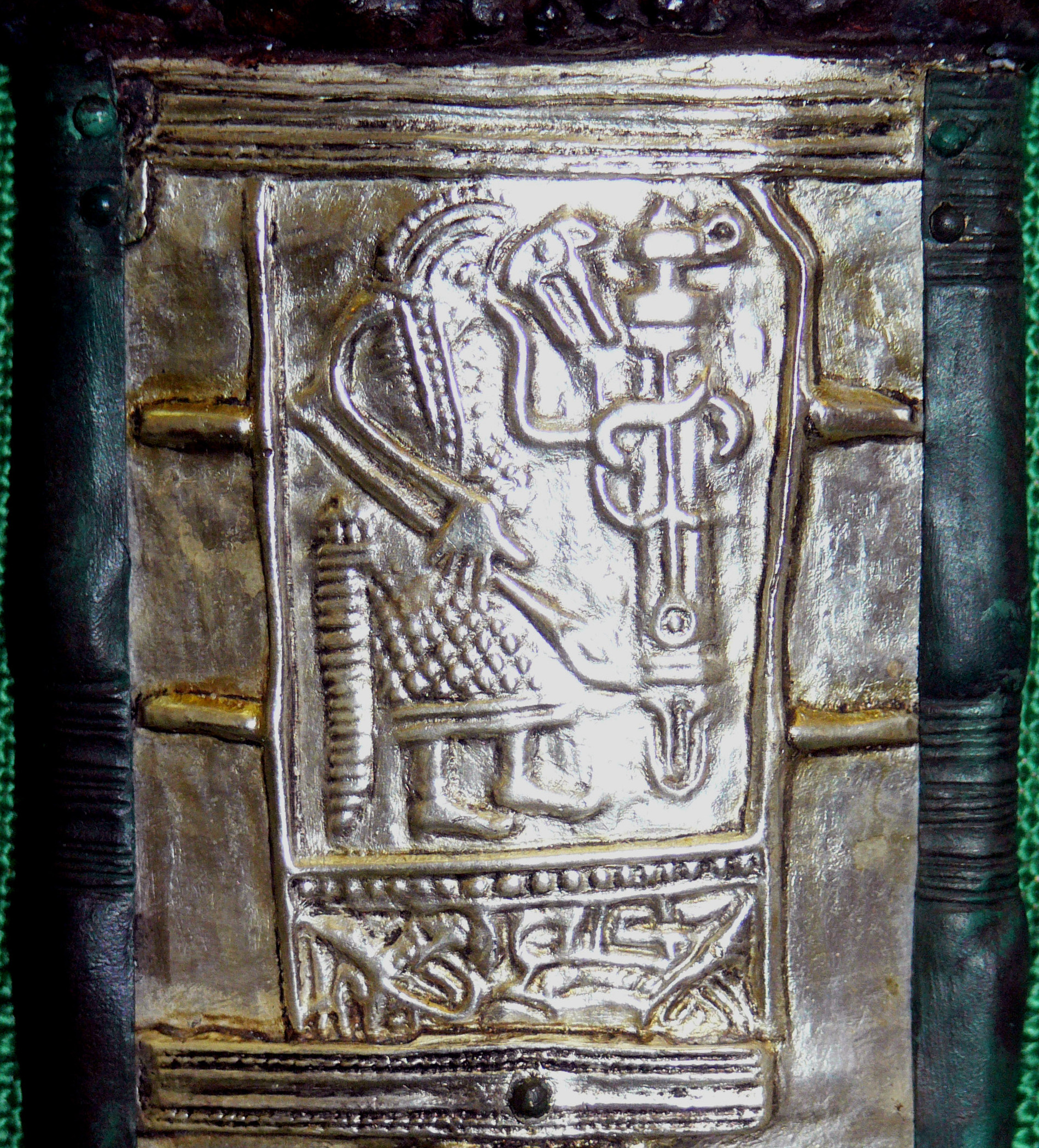
Ulvhedning eller bärsärk på tysk slida från folkvandringstiden, förandes ett svärd och ett spjut.

En variant av bärsärken är ulvhedning (fornnordiska: ulfheðinn), som troligen betyder ulv-huding eller ulv-huden (klädd i vargfäll). Ulvhednar beskrivs ibland som Odens särskilda krigare, klädda i vargskinn och med spjutet som kännetecken. De särskiljs från bärsärkar även i att de ofta strider i grupp likt en vargflock, istället för ensamt som bärsärkar. Den norske kungen Harald Hårfager ska ha följts av en hird bestående av ulvhednar.

## Bärsärkaväsendet
Bärsärkarna anses ha stått högt i klassamhället, inte sällan arbetade de åt en kung. Likt björnar specialiserade de sig på ensamstrid och tvekamp, varför de bland annat utnyttjades som personlig slagskämpe och livvakt till kungar, jarlar eller härförare, etc. När den franska riddarromanen Yvain ou le Chevalier au lion (svensk titel: Herr Ivan lejonriddaren), skriven runt 1180, översattes till fornnordiska för den norska kungen Håkon Håkonsson under 1200-talet (fornnordisk titel: Ívens saga), översattes fornfranskans champion, som avser en 'personlig kämpe å annans vägnar', till fornnordiskans berserkr.
Bärsärkar hade även rykte som banditer under senare vikingatid, laglösa förbrytare som lever utanför samhället. De omnämns som råa kringströvande våldsverkare som macho utmanade folk till tvekamp (holmgång och envig), begärde deras fruar och värdegods etc. År 1015 kom norska staten, under jarl Erik Håkonsson, att bannlysa bärsärkar och deras verksamhet i Norge. Den isländska fristaten (930–1260) följde exemplet och den medeltida isländska lagboken, Grágás, listar bärsärkaväsendet som dömt till fredlöshet.[källa behövs]

### Sektväsen
Legender och sagor antyder att bärsärkarna var del av ett forntida sekteriskt krigarväsen med egen sedvänja och tradition. I samband med stridsförberedelser ska de bland annat ha utfört ritualer och de kallas ibland för Odenskrigare då de ska ha svurit trohet till Oden som del av initieringen att bli bärsärk. Många berättelser om bärsärkarna inkluderar brödraskap. Vanligen bytte en bärsärk namn, från sitt gamla namn till något som innehöll ordet Björn eller Varg, som till exempel Beowulf och Boddvar Bjarki (Bjarki betyder ”lillbjörn”).
Tyvärr vet vi mycket lite om bärsärkarnas sektväsen och mycket som anges om bärsärkar i modern tid grundas i teorier, tolkningar, myter och legender. Den historiska dokumentationen om bärsärkar är ofullständig och full av luckor, ofta nedskrivet långt efter bärsärkarnas tid, och som sådan är konkret information mycket liten och svårkommen. Trots luckorna visar bevarad dokumentation tydligt att bärsärkarna onekligen hade ett tidsenligt rykte för att vara mycket tuffa krigare som inte vek sig för någonting. Redan vid 1200-talet var bärsärkarna mycket mytologiserade och berättelserna om dem har i vissa fall tydliga likheter med senare berättelser om varulvar i Skandinavien.

#### Gotisk dans

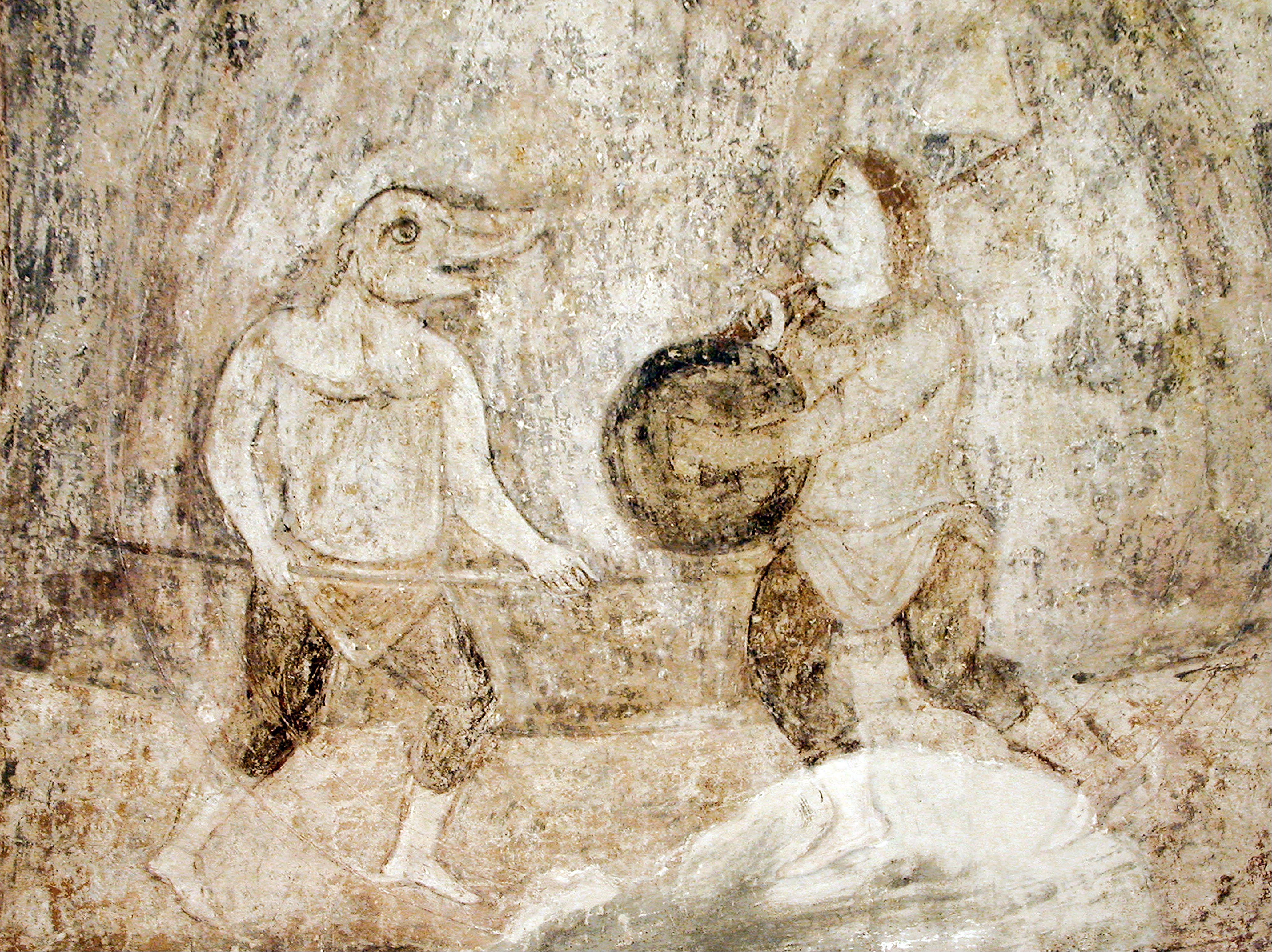
Muralmålning inuti Sofiakatedralen i Kiev från 1000-talet vilken tros avbilda väringar som utför en gotisk dans. Den vänstra bär en varg- eller björnmask medan den högra bär långyxa och rundsköld.

Något tidsenligt som möjligen anknyter till bärsärkarnas sedvänja kan ha varit den så kallade "gotiska dansen" som ska ha utförts av väringar, nordiska legosoldater i bysantinska riket, under Konstantin VII (se Väringagardet). Dansen omnämns i Konstantin VII:s hovceremoniel De cerimoniis aulae Byzantinae(en) (Det bysantinska hovets ceremonier), där livgardets väringar vid tillfällen ska ha utfört en ceremoniell dans där de ska ha dansat djuriskt och haft på sig pälsar av olika stora rovdjur såsom björnar och ulvar och skrikit och slagit med svärden mot sköldarna etc.
En muralmålning inuti Sofiakatedralen i Kiev från 1000-talet tros avbilda den beskrivna gotiska dansen. Målningen återger två väpnade krigare som rör sig mot varandra, där den ena avbildats med djuriskt ansikte likt en björn eller ulv.

### Björnen som heligt djur
Inom flera indoeuropeiska kulturer hade björnen en speciell status som heligt djur, och som sådan speciellt förknippad med guden Oden hos germanska stammar. Det var dessutom primärt ett djur som förknippades med högre stånd. De gotiska kungarna klädde sig gärna i björnskinnsdräkt, och i de isländska sagorna förekommer bärsärkarna som specifika krigare som bär björnklädsel, samt som hamnskiftare (skepnadsskiftare) – det vill säga som personer som försatta i trans materialiserar sig i striden som en osårbar björn.
Djurhamn och liknande shamanism är vanliga motiv under fornnordisk förkristen tid.

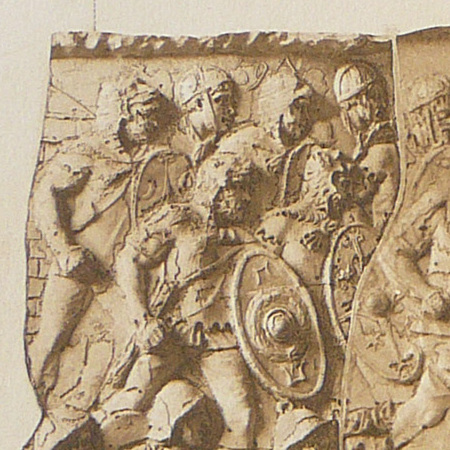
Björnhuvade germaner på Trajanuskolonnen (100-tal).
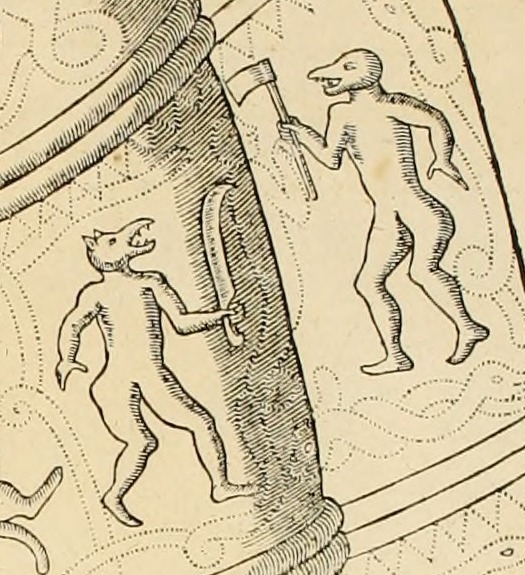
Djurhuvade krigare på Gallehushornen (400-tal).
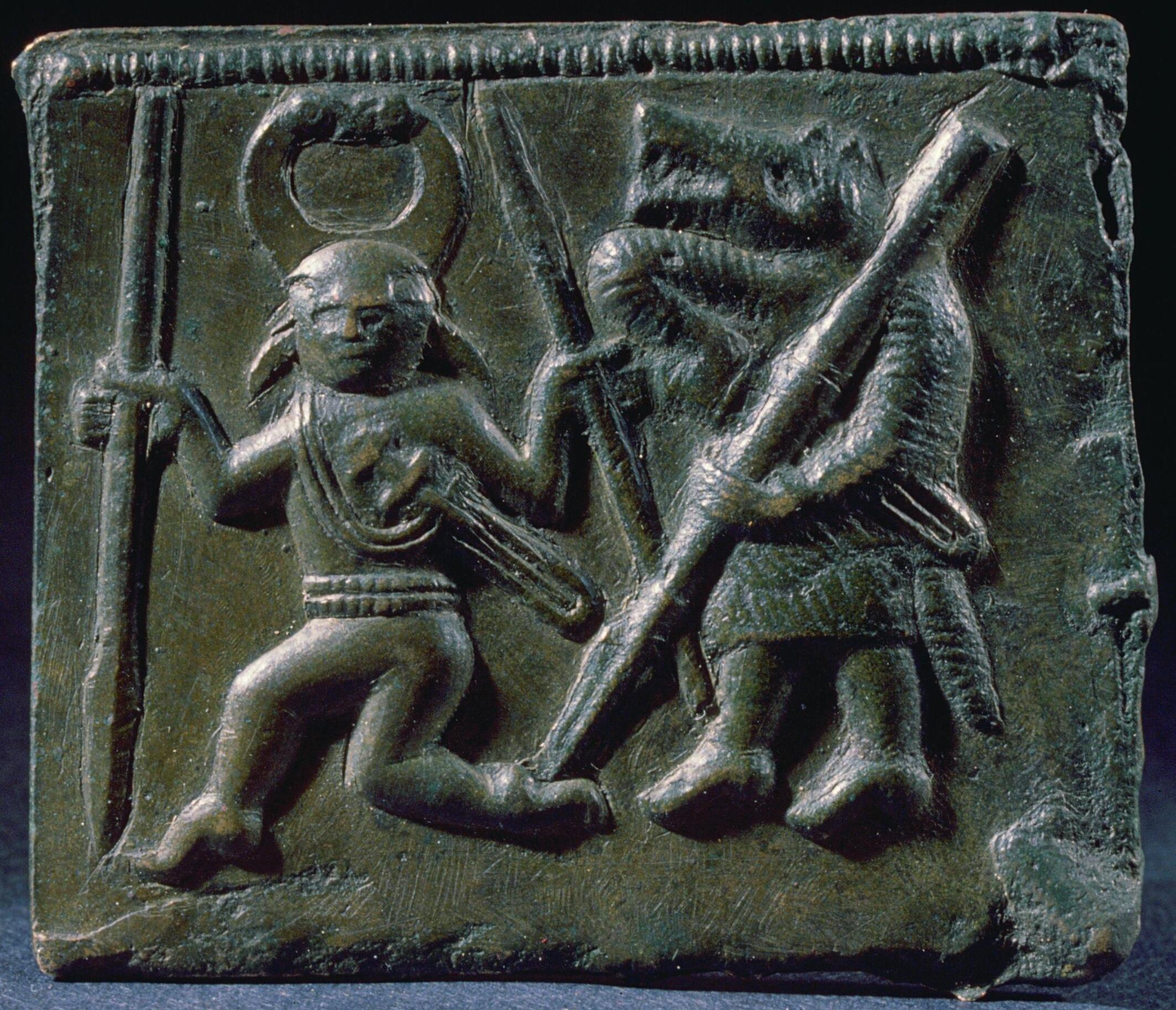
Krigare iförd varg- eller björnpäls på en av Torslundaplåtarna (500-tal).
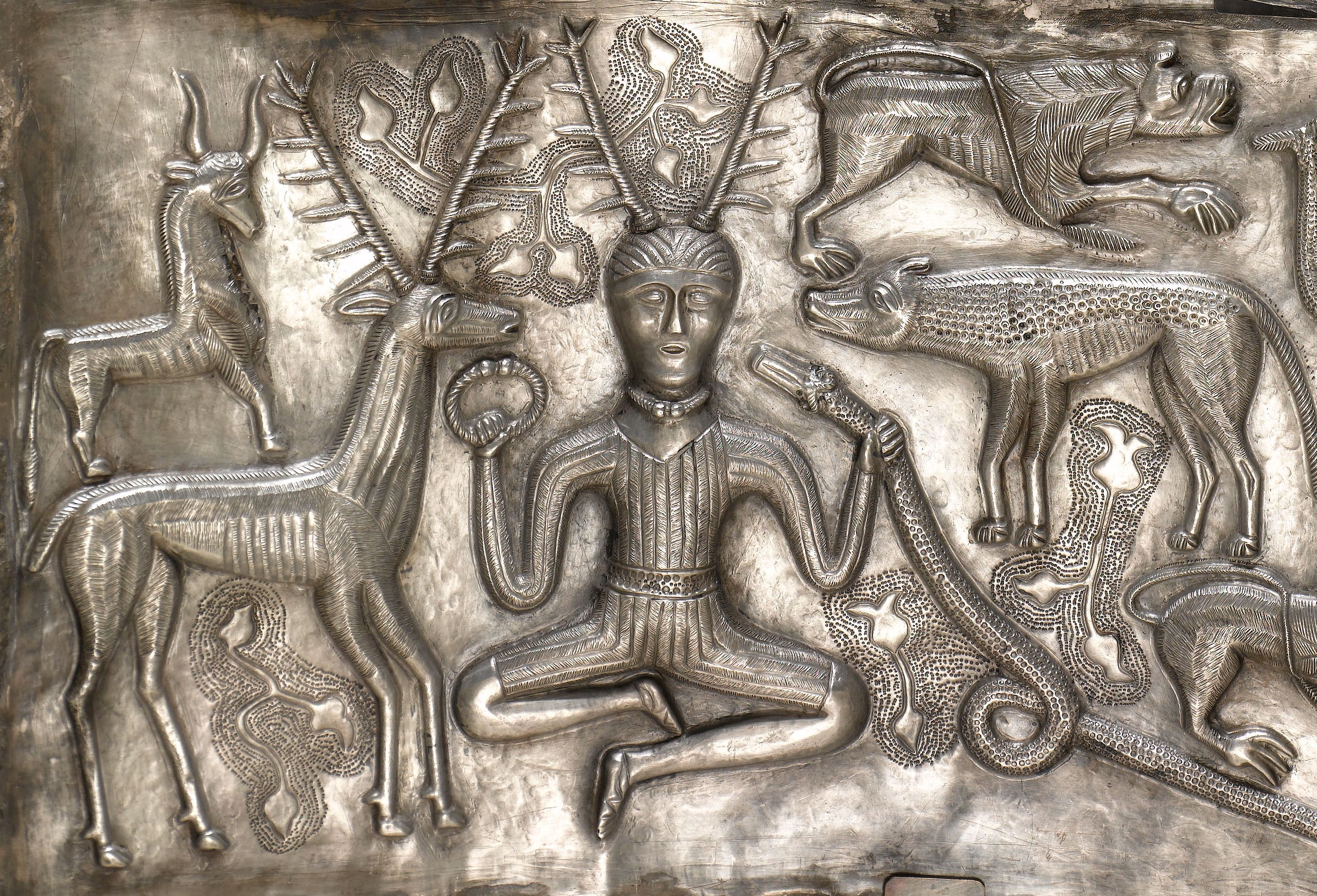
Behornad figur på Gundestrupskitteln (1–150 e.Kr.).

## Stridskonst och bärsärkagång
Bärsärkar sägs ha fungerat bäst när de stred ensamma likt en björn, varav de ofta utnyttjades som personlig kämpe och livvakt. Vid strid i grupp eller här sattes de ofta in som stöttrupp, 'krigare som tar spetsen av ett utfall', eller som förkämpe, 'krigare som kämpar i främsta ledet, framför övriga krigare'.
Före en strid anses det att bärsärkarna eggade upp varandra och uppträdde i björnskinn eller vargskinn, därav benämningarna bärsärk och ulvhedning. Om de bar den symboliska pälsen i strid är oklart.
I början av en strid uppträdde de som ovanligt duktiga, kallsinniga kämpar, men i närkamp föll de in i den välkända bärsärkagången. Då tjöt de som vilddjur för att skrämma upp fienden och egga upp sina stridskamrater och sig själva, för att sedan komma in i raseriutbrott. En bärsärk i strid sades inte bry sig om eventuella skador, och slogs därför tills fienden, eller de själva, dog.

### Sägen
Tidsenlig sägen berättar om bärsärkar och vikingakrigare som stundom tuggade fradga och gnagde på sin sköld för att skrämma fienden. Huruvida detta var någon norm eller enbart hände någon enstaka gång och därefter spreds som vandringssägen är oklart. Sägnen var populär nog att den framställdes inom viss sentida konst. De kända Lewispjäserna, ett antal vikingatida schackuppsättningar funna i Lewis, Skottland, 1831, har pjäser med fornnordiska motiv, däribland motiv av krigare som gnager på sin sköld för det ena tornet, vilka troligen ska föreställa en bärsärk. Pjäserna, snidade ur tänder av valross och tandval, tros vara tillverkade i Norge någon gång på 1100-talet, möjligen i Trondheim.

### Psykisk störning
Bärsärkagången betraktades i forntiden som en slags sjukdom. I Egil Skallagrimssons saga berättas det om dennes farfar, Kvällulv, att han fått sitt namn för att "var dag, när det kvällades, blev han så argsint, att ej mången vågade tilltala honom". Hans son Skallagrim ärvde bärsärksnaturen. När han en gång i ett bollspel blev besegrad av sin tolvårige son Egil och dennes 20-årige lekkamrat Tord, rann sinnet på honom och han tog först tag i Tord, lyfte honom och satte honom i backen så hårt att han fullständigt krossades. Därefter grep han tag i sonen. Men en av hans trälkvinnor, Egils fostermor, stod och såg därpå och ropade hånfullt: "Går du nu bärsärkagång emot din egen son, Skallagrim?" Då dödade han även henne, enligt sagan.
Om en annan islänning berättas att "varje halvmånad kom det över honom en skälvning i hela kroppen, så var tand i munnen skallrade, fastän folk försökte ge honom all den lindring, de kunde. Med denna skälvning följde stort raseri. Han skonade då ingenting, som fanns omkring honom, vare sig vägg, stock, stav eller människa; ja om det än var eld i vägen för honom, så gick han över den. Han slet brädfodringen och dörrkarmarna från huset, när han kom åt. Men när raseriet lämnat honom, var han åter blid och lugn."

## Myt och föråldrad teori
Det finns många myter om bärsärkarna, de flesta troligen orsakade av 1800-talets nationalromantik.
Bland annat ansåg man att bärsärk (berrserkr) betydde ”bar skjorta”. Detta har dels tolkats som barbröstad, naken, och att bärsärkarna således slogs med bar överkropp – vilket senare har visat sig vara en felaktighet, då uppgiften om nakna bärsärkar kom från en otillförlitlig romersk källa som troligen inte ens hade kontakt med bärsärkarna. Det har också tolkats som ”bara skjortan”, alltså krigare utan rustning eller brynja. Dessa teorier är idag huvudsakligen övergivna, då ulvhednarna (som ofta beskrivs som en slags bärsärk) har ett namn som är tydligt kopplat till bruket att bära ett djurskinn.
Den mest utspridda myten om bärsärkarna är dock att de skulle ha ätit små mängder röd flugsvamp innan strid, och att det var den som orsakade bärsärkagången. Numera anses att ruset efter förtäring av röd flugsvamp knappast kunnat vara fördelaktigt i ett slagsmål, då ruset ofta leder till eufori, dåsighet, sluddrande, obehag, illamående och huvudvärk samt i sällsynta fall döden.